# 鳴海要
鳴海 要（なるみ かなめ、1920年10月5日 - 2004年8月28日）は、日本の陶芸家。りんご釉の開発者。
青森県中津軽郡岩木町（現 弘前市）出身。1951年県工業試験場窯業部研究員、1954年加藤土師萌に師事。1956年東京藝術大学美術学部副手。1961年現代日本陶芸特選。1964年に帰郷し、賀田で築窯する。
1977年岩木町褒賞、1996年青森県文化賞、1999年青森県褒賞、2003年青森りんご勲章をそれぞれ受賞した。2003年、鳴海要記念陶房館を開設し、同年地域文化功労者文部大臣表彰を受けた。